# Peter Storey
Peter Edwin Storey, född 7 september 1945 i Farnham, England, är en före detta engelsk fotbollsspelare.
Peter Storey tillbringade större delen av sin karriär i Arsenal. Han kom till klubben som lärling 1961 och blev professionell året efter. Storey, som var känd som en hård spelare med tuffa tacklingar, inledde karriären som högerback, men flyttades så småningom upp till mittfältet. Han gjorde debut för Arsenal mot Leicester City i oktober 1965 och etablerade sig genast i startelvan. Efter två finalförluster i Ligacupen 1968 och 1969, var Storey med om att vinna Mässcupen 1970 samt liga- och FA-cupdubbeln 1971. I FA-cupens semifinal mot Stoke City gjorde Storey Arsenals båda mål när man hämtade upp ett 0–2-underläge till 2–2. Arsenal vann sedan omspelet och besegrade därefter Liverpool i finalen.
Säsongen 1976/77 förlorade Storey sin ordinarie plats i laget, och efter 501 matcher för Arsenal såldes han till Fulham för 10 000 pund. Det blev bara en säsong i Fulham innan han avslutade spelarkarriären.
Storey spelade även 19 landskamper för England i början av 1970-talet. Han debuterade som högerback mot Grekland 1971, och tog sedan över den defensiva mittfältsrollen efter Nobby Stiles, som hade lagt skorna på hyllan.